# Kościół Podwyższenia Krzyża Świętego w Parcicach
Kościół parafialny pw. Podwyższenia Krzyża Świętego – kościół parafialny pod wezwaniem Podwyższenia Krzyża Świętego w Parcicach.

## Historia
Kościół znajduje się przy ul. Kościelnej 1. Został wzniesiony w latach 1989-1990 według projektu Teresy Kunikowskiej. Kamień węgielny pod budowę świątyni poświęcił bp częstochowski Miłosław Kołodziejczyk. Kościół został poświęcony w 1993 roku.